# Невесты Аллаха
Невесты Аллаха. Лица и судьбы всех женщин-шахидок, взорвавшихся в России — книга, написанная российской журналисткой Юлией Юзик в 2003 году. В книге рассказаны биографии женщин, ставших смертницами во время Второй Чеченской войны. По мнению Юзик, все эти женщины стали смертницами вследствие вербовки со стороны сети, членами которой являлись не только непосредственные вербовщики — исламские террористы, но и также действующие в союзе с ними члены правозащитных организаций и агенты западных спецслужб.
В марте 2004 года представители ФСБ заявили, что в книге «пропагандируется терроризм» и «рекомендовали» приостановить продажу «Невест», а также ещё ряда книг, изданных издательством «Ультра.Культура».

## Создание
Перед написанием книги Юлия Юзик дважды ездила в Чечню для сбора материалов. Первый раз осенью 2002 года, затем, после теракта на Дубровке, она посетила территорию Чечни второй раз и пробыла там несколько месяцев.

## Содержание
В книге рассказаны биографии 24 смертниц, принимавших участие в совершении терактов, произошедших в период между 2000 и 2003 годами. В книге утверждается, что существует некая сеть, объединяющая исламских террористов, представителей правозащитных организаций и агентов западных спецслужб. Они, действуя сообща, находят несчастных женщин, после чего манипулируют ими, используя наркотики вкупе с психическим, физическим и сексуальным насилием, заставляя их таким образом стать смертницами, или, на их терминологии, «умереть за Аллаха».
В книге также содержится предупреждение, что грядут новые теракты, совершённые смертницами, поскольку сеть от гибели смертниц ущерба не несёт.

## Критика
В России книга осталась практически незамеченной, не в последнюю очередь это произошло благодаря тому, что ФСБ нашло в тексте пропаганду терроризма. После этого издание «Невест» сначала было приостановлено, а потом и вовсе прекращено. Часть уже изданного тиража была изъята сотрудниками спецслужб.
За границами России «Невесты Аллаха», наоборот, получили широкое признание и были в основном тепло встречены критикой. В частности, в Норвегии Юзик была приглашена на ряд мероприятий, у неё взял интервью канал «NRK TV», книге Юзик были выделены целые полосы, абсолютное большинство рецензий на неё были положительными, либо в худшем случае нейтральными. Например, газета «Sarpsborg Arbeiderblad» оценила книгу на 5 баллов из 5, а в рецензии эксперта по России Халвура Щённа, опубликованной в газете «Aftenposten», «Невесты Аллаха» названы «необычным документом», который даёт «необыкновенную возможность ознакомиться с методами работы исламских террористических групп в Чечне», также похвалы удостоился и журналистcкий метод Юзик, названный «одновременно простым и основательным». Рецензия газеты «Dagsavisen» также была положительной, хотя в ней и было отмечено, что в книге имеются «явные слабые места».
Впрочем, были и негативные мнения. Так, советник Норвежского Хельсинкского Комитета Оге Боркгревинг назвал книгу Юзик «мешаниной из документально не подтверждённых утверждений и странных интервью».
Книга переведена на хорватский, польский, японский, латышский, французский, норвежский, шведский, итальянский и немецкий языки.